# Eucalathis tuberata
Eucalathis tuberata är en armfotingsart som först beskrevs av John Gwyn Jeffreys 1878.  Eucalathis tuberata ingår i släktet Eucalathis och familjen Chlidonophoridae. Inga underarter finns listade i Catalogue of Life.